# 巴洛日

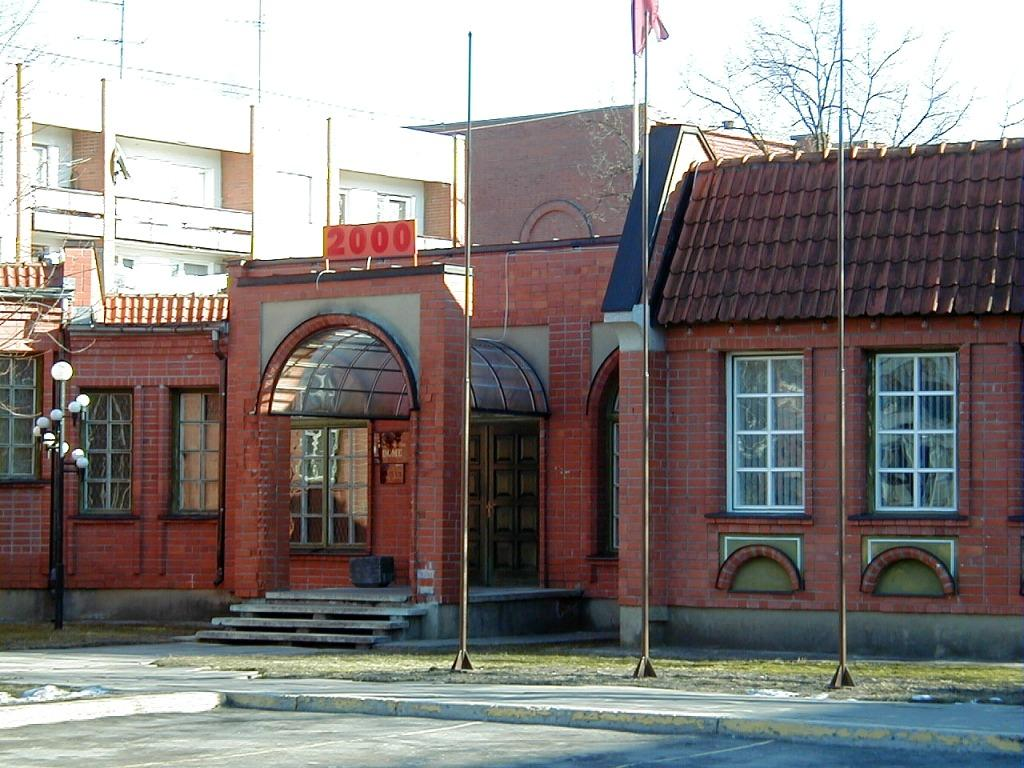
巴洛日市政厅

巴洛日是拉脫維亞基耶卡瓦市镇内的城鎮，位於該國北部，距離首都里加12公里，始建於1947年，面積6.7平方公里，海拔高度18米，2012年人口5,867。